# Naissance en 871
Naissance
- 867
- 868
- 869
- 870
- 871
- 872
- 873
- 874
- 875

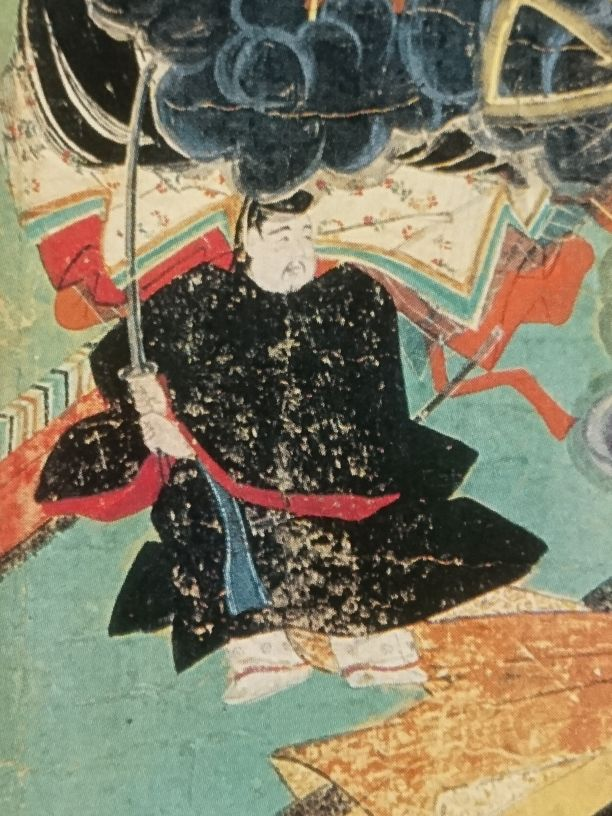
Fujiwara no Tokihira né en 871.

Cette page dresse une liste de personnalités nées au cours de  l'année 871 :
- Chen Tuan, sage reconnu du taoïsme.
- Fujiwara no Tokihira, Ministre de la Gauche.

date incertaine (vers 871)
- Édouard l'Ancien, roi d'Angleterre.
- Rothilde, comtesse du Maine.

## Crédit d'auteurs
- Cet article est partiellement ou en totalité issu de l'article intitulé « 871 » (voir la liste des auteurs).